# 里科塔奶酪
里科塔奶酪（義大利語：ricotta，直译：「「再烹調」」，發音：[riˈkɔtta]）是起源自意大利的乳清奶酪。
呈雪白色且味道清甜，容易腐壞。雖然被稱為芝士，里科塔奶酪並非由酪蛋白脫水凝固製成，而是由製作芝士過程中被分離出來的乳清中的各種蛋白質如白蛋白和球蛋白等凝固而成，因此里科塔適合對酪蛋白過敏的人食用。主要應用里科塔的菜色有千層面（通常混合其他芝士）、意大利餃、披薩等，甜品有芝士蛋糕、里科塔芝士卷、里科塔薄煎餅等。

## 历史
在意大利半岛，制作里科塔奶酪起源于青铜时代。在公元前第二千年纪，被称为奶锅的陶制容器开始频繁出现，显然是半岛独有的。这些容器设计用于高温煮沸牛奶，并防止牛奶沸腾溢出。使用这些锅炉制作的新鲜酸凝乳酪可能是用整奶制成的。
然而，用凝乳酶凝结的奶酪（即凝乳酪）的生产在公元前第一千年纪超过了新鲜整奶酪的生产。在伊特拉斯坎文明精英的坟墓中发现的青铜制奶酪磨盘证明了硬质磨碎奶酪在贵族中很受欢迎。在古罗马饮食中，奶酪磨盘也是常见的。与新鲜酸凝乳酪不同，老化的凝乳酪可以保存更长时间。
凝乳酪的增加生产导致了大量甜乳清的产生。奶酪制造商随后开始使用一种新的配方，这种配方使用乳清和牛奶的混合物制作传统的里科塔奶酪，就像今天所知道的那样。
古罗马人也制作了里科塔奶酪，但农业作家，如老加图、馬庫斯·特倫提烏斯·瓦羅、科鲁迈拉没有提到它。他们描述了凝乳酪的生产，但没有写过奶锅或酸凝乳酪。一个可能的原因是，里科塔奶酪不赚钱，因为其非常短的保质期不允许分销到城市市场。里科塔奶酪很可能被制造它的牧民所消费。即便如此，来自绘画和文学的证据表明，里科塔奶酪是为罗马贵族所熟知和可能食用的。
19世纪，亚平宁牧民仍然使用陶制奶锅制作里科塔奶酪。今天，使用金属奶锅，但生产方法自古代以来变化不大。